# Кабинет министров Украины
Кабине́т мини́стров Украи́ны (Кабми́н Украи́ны, укр. Кабінет Міністрів України, Кабмін України) — высший орган исполнительной власти на Украине. Главой кабинета министров является премьер-министр, который назначается Верховной радой Украины по представлению Президента Украины. Заместителями премьер-министра являются первый вице-премьер-министр и три вице-премьер-министра. В Кабинет входят министры, возглавляющие соответствующие министерства и министр «без портфеля» (министр Кабинета министров Украины), не возглавляющий министерство, но имеющий право голоса на заседаниях правительства.

## Правительство Свириденко
| Должность                                                                                   | Портрет                 | Имя и фамилия           | Партия                  | Партия                  | Дата вступления в должность |
| Премьер-министр Украины                                                                     | Премьер-министр Украины | Премьер-министр Украины | Премьер-министр Украины | Премьер-министр Украины | Премьер-министр Украины     |
| ------------------------------------------------------------------------------------------- | ----------------------- | ----------------------- | ----------------------- | ----------------------- | --------------------------- |
| Премьер-министр                                                                             |                         | Юлия Свириденко         |                         | Беспартийная            | 17 июля 2025                |
| Первый вице-премьер-министр                                                                 |                         |                         |                         |                         |                             |
| Первый вице-премьер-министр — Министр цифровой трансформации                                |                         | Михаил Фёдоров          |                         | Слуга народа            | 17 июля 2025                |
| Заместители премьер-министра                                                                |                         |                         |                         |                         |                             |
| Вице-премьер-министр по вопросам европейской и евроатлантической интеграции Украины         |                         | Тарас Качка             |                         | Беспартийный            | 17 июля 2025                |
| Вице-премьер-министр по восстановлению Украины — Министр развития общин, территорий Украины |                         | Алексей Кулеба          |                         | Беспартийный            | 5 сентября 2024             |
| Министры                                                                                    |                         |                         |                         |                         |                             |
| Министр иностранных дел                                                                     |                         | Андрей Сибига           |                         | Беспартийный            | 5 сентября 2024             |
| Министр обороны                                                                             |                         | Денис Шмыгаль           |                         | Беспартийный            | 17 июля 2025                |
| Министр юстиции                                                                             |                         | Герман Галущенко        |                         | Беспартийный            | 17 июля 2025                |
| Министр финансов                                                                            |                         | Сергей Марченко         |                         | Беспартийный            | 30 марта 2020               |
| Министр внутренних дел                                                                      |                         | Игорь Клименко          |                         | Беспартийный            | 7 февраля 2023              |
| Министр экономики, окружающей среды и сельского хозяйства                                   |                         | Алексей Соболев         |                         | Беспартийный            | 17 июля 2025                |
| Министр социальной политики, семьи и единства                                               |                         | Денис Улютин            |                         | Беспартийный            | 17 июля 2025                |
| Министр образования и науки                                                                 |                         | Оксен Лисовой           |                         | Беспартийный            | 21 марта 2023               |
| Министр молодёжи и спорта                                                                   |                         | Матвей Бедный           |                         | Беспартийный            | 5 сентября 2024             |
| Министр здравоохранения                                                                     |                         | Виктор Ляшко            |                         | Беспартийный            | 20 мая 2021                 |
| Министр энергетики                                                                          |                         | Светлана Гринчук        |                         | Беспартийный            | 17 июля 2025                |
| Министр по делам ветеранов                                                                  |                         | Наталья Калмыкова       |                         | Беспартийный            | 5 сентября 2024             |